# Боярский, Александр Григорьевич
Александр Григорьевич Боярский (род. 2 декабря 1954, Подольск) — советский и российский писатель, поэт, журналист, певец, теле- и радиоведущий, а также режиссёр и сценарист игрового кино, документальных фильмов, рекламных роликов, музыкальных клипов и телевизионных программ. Является членом Союза Писателей, а также членом Союза Журналистов России.  

## Биография[1]
Родился 2 декабря 1954 в Подольске.
Закончил Голицинское фотоучилище по специальности фотограф в 1970 году.
Начал свою журналистскую деятельность в 1971 году в газете «Подольский рабочий» где он позиционировался как внештатный корреспондент. За время работы он также начал писать стихи и прозу.
В 1981 окончил Московский Государственный Институт Культуры.
С 1987 по начало 1999 года работал в главной редакции детских и юношеских программ Центрального Телевидения а также в телекомпании «Класс!» как режиссёр телевизионных программ.
Также с 1989 срежиссировал ряд видеоклипов для таких артистов эстрады как Андрея Зубкова, Вики Цыгановой, Алёны Герасимовой и Антона Бизеева.
Стоял у истоков создания телевизионной передачи «Когда все дома» и первое время был режиссёром, но по его воспоминаниям, из-за конфликта с ведущим, в какой-то момент воспринявшим себя автором и хозяином передачи, он принял решение уйти из неё, как и другие люди стоящие у истоков:

Мы стали ссориться, не подходили друг другу творчески. Да и его всегда манило не столько творчество актёра, сколько «бытовуха»: женитьбы, разводы. Мне это стало просто неинтересно, и мы с Александром Шахназаровым начали снимать другие программы, хотя Саша и продолжал писать тексты для Тимура и вопросы героям «Пока все дома». А сейчас эту программу — вернее, обновлённую и с другим, но похожим названием — я уже не смотрю. Первые выпуски на «России-1» посмотрел и понял, что от той передачи не осталось ничего. Да и видно, что Тимур от неё устал.
Александр Григорьевич также является певцом. В 1997 записал альбом с его песнями под названием «Джентльмен удачи».
Также снялся в передаче «Два рояля» в выпуске от 15 апреля 1999 года.
В течение десяти лет работал на телекомпании «ТВ Кварц» в Подольске в качестве режиссёра и сценариста.
В 2004 создал авторскую музыкальную программу «Сиреневый туман», в которой принимают участие музыканты, поэты и певцы.
Снял десятки документальных фильмов и рекламных роликов по собственным сценариям.
В 2012 создал телекомпанию «Медиа Стар 10 канал», после чего 10 канал вышел в эфир 1 июля 2013 года.
В настоящее время Александр Григорьевич преподаёт по кафедре журналистики в Международной Академии Бизнеса и Управления.
В августе 2020 года стал лауреатом литературно-общественной премии «Гранатовый браслет».
9 ноября 2022 года в Подольском краеведческом музее состоялась встреча с Боярским где он зачитывал для сотрудников главы своего романа «Крымская рапсодия», ожидающему выхода в свет.

## Фильмография

### Фильмы
| Год  | Произведение                         | Участие             | Примечания                                      |
| ---- | ------------------------------------ | ------------------- | ----------------------------------------------- |
| 2002 | «Несравненная Анастасия»             | режиссёр            | лауреат Фестиваля телекомпаний «Братина» (2002) |
| 2002 | «Високосное лето Леонида Енгибарова» | режиссёр, сценарист | —                                               |
| 2004 | «Мой город детства»                  | режиссёр            | лауреат Фестиваля телекомпаний «Братина» (2004) |
| 2006 | «По-над речкой, над Пахрой»          | режиссёр            | —                                               |
| 2010 | «Деревня Байкино»                    | режиссёр, сценарист | —                                               |

### Актёрская фильмография
| Год  | Фильм               | Роль                | Примечания               |
| ---- | ------------------- | ------------------- | ------------------------ |
| 2004 | «Виола Тараканова»  | доктор Чепцов       | —                        |
| 2005 | «Салонная драма»    | австрийский генерал | фильм Владимира Меньшова |
| 2006 | «Мальтийский крест» | эпизод              | фильм Николая Попкова    |

### Режиссёр телевизионных программ
- «Когда все дома» (1992—2017)
- «С утра пораньше»
- «Кактус и компания»
- «Классная компания»
- «Визитная карточка»

### Проза
- «Две звезды»
- «Двойная улика»
- «Подольск. Жаркое лето 1959 года»[4]
- «Серая кошка по имени Марта» (Московское издательство «Адалень», 2004)
- «Серенада солнечного лета»[4]
- «Фотография на стене»
- «Високосное лето»
- «Мой город детства»
- «Вечер накануне субботы»
- «Мистер Джаз»
- «Крымская рапсодия»[6]
- «Капитанский джин»
- «Миниатюры написанные ночью»
- «Бог любит Троицу»
- «Двойная улика»

### Стихи
- «Я бежал за тобою следом»

### Стихи (песни)
- «Южный берег Крыма»
- «Подольск-Москва»
- «Радиоволна»
- «Джентльмен удачи»
- «Я буду ждать»

## Дискография

### Исполнение песен
- «Барон фон-дер Пшик»
- «Джентльмен Удачи»
- «Дружба»
- «Люба-любонька»
- «Москва Златогривая»
- «Московские окна»
- «На Крутом Берегу (Подольск-Москва)»
- «На Ревпроспекте я родился...»
- «Песенка Военных Корреспондентов»
- «Постой, паровоз!»
- «Радиоволна»
- «Сиреневый туман»
- «Южный берег Крыма»
- «Я буду ждать»

### Альбомы
- «Джентльмен удачи» (1997)